# 海南卷柏
海南卷柏（学名：Selaginella rolandi-principis），为卷柏科卷柏属下的一个种。

## 扩展阅读
維基物種上的相關：海南卷柏